# Potència d'àudio
La potència d'àudio és la potència elèctrica transferida des d'un amplificador d'àudio a un altaveu, mesurada en watts. La potència elèctrica lliurada a l'altaveu, juntament amb la seva eficiència, determina la potència acústica generada (la resta de l'energia elèctrica es converteix en calor).
Els amplificadors estan limitats en l'energia elèctrica que poden emetre, mentre que els altaveus estan limitats en l'energia elèctrica que poden convertir en energia sonora sense danyar-se ni distorsionar el senyal d'àudio. Aquests límits, o classificacions de potència, són importants perquè els consumidors trobin productes compatibles i comparen competidors.

## Manipulació de potència
A l'electrònica d'àudio, hi ha diversos mètodes per mesurar la potència de sortida (per a coses com ara amplificadors) i la capacitat de gestió de potència (per a coses com els altaveus).

### Amplificadors
La potència de sortida de l'amplificador està limitada pel voltatge, el corrent i la temperatura:
- Tensió: la tensió d'alimentació de l'amplificador limita l'amplitud màxima de la forma d'ona que pot emetre. Això determina la potència de sortida momentània màxima per a una resistència de càrrega determinada.
- Corrent: els dispositius de sortida de l'amplificador (transistors o tubs) tenen un límit de corrent, per sobre del qual es fan malbé. Això determina la resistència de càrrega mínima que l'amplificador pot conduir a la seva tensió màxima.
- Temperatura: els dispositius de sortida de l'amplificador malgasten part de l'energia elèctrica en forma de calor i, si no s'eliminen amb prou rapidesa, augmentaran la temperatura fins al punt de danyar-se. Això determina la potència de sortida contínua.[3]

### Altaveus

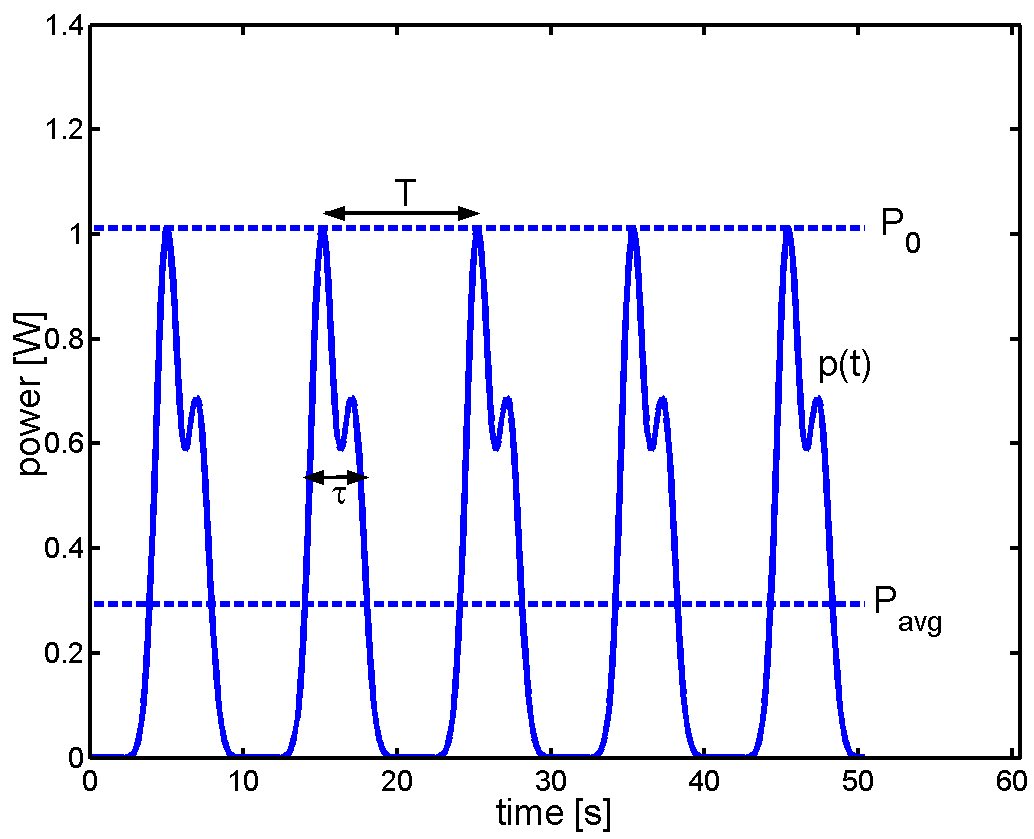
Un gràfic de la potència instantània al llarg del temps per a una forma d'ona, amb la potència màxima etiquetada com P_{0} i la potència mitjana etiquetada com P_{avg}

Per als altaveus, també hi ha un aspecte tèrmic i un altre mecànic per al màxim maneig de la potència.
- Tèrmica: no tota l'energia lliurada a un altaveu s'emet com a so. De fet, la majoria es converteix en calor i la temperatura no ha d'augmentar massa. Els senyals d'alt nivell durant un període prolongat poden causar danys tèrmics, que poden ser immediatament evidents, o reduir la longevitat o el marge de rendiment.
- Mecànics: els components dels altaveus tenen límits mecànics que es poden superar fins i tot per un pic de potència molt breu; un exemple és el tipus de controlador d'altaveus més comú, que no pot entrar ni sortir més que un límit d'excursió sense danys mecànics.

## Càlculs de potència
Com que la potència instantània d'una forma d'ona de CA varia amb el temps, la potència de CA, que inclou la potència d'àudio, es mesura com a mitjana al llarg del temps. Es basa en aquesta fórmula:
{\displaystyle P_{\mathrm {avg} }={\frac {1}{T}}\int _{0}^{T}v(t)\cdot i(t)\,dt\,}
Per a una càrrega purament resistiva, es pot utilitzar una equació més senzilla, basada en els valors quadrangulars mitjans (RMS) de les formes d'ona de tensió i corrent:
{\displaystyle P_{\mathrm {avg} }=V_{\mathrm {rms} }\cdot I_{\mathrm {rms} }\,}
En el cas d'un to sinusoïdal constant (no de música) en una càrrega purament resistiva, això es pot calcular a partir de l'amplitud màxima de la forma d'ona de tensió (que és més fàcil de mesurar amb un oscil·loscopi) i la resistència de la càrrega:
{\displaystyle P_{\mathrm {avg} }={\frac {{V_{\mathrm {rms} }}^{2}}{R}}={\frac {{V_{\mathrm {peak} }}^{2}}{2R}}\,}
Tot i que un altaveu no és purament resistiu, aquestes equacions s'utilitzen sovint per aproximar les mesures de potència d'aquest sistema. Les aproximacions es poden utilitzar com a referència en un full d'especificacions d'un producte.